# Attentat de la mosquée de Quetta (2003)
L'attentat de la mosquée de Quetta en 2003 est une attaque qui s'est déroulée le 4 juillet 2003 contre un sanctuaire chiite dans la ville de Quetta au Pakistan. Au cours de l'attaque, au moins 53 chiites Hazara sont tués et au moins 65 autres blessés.  
Alors que des centaines de chiites procédaient à des rites confessionnels, un kamikaze appartenant au Lashkar-e-Jhangvi se fait exploser, et quatre hommes armés se mettent à tirer et jeter des grenades dans la foule. 
Cet attentat constitue la deuxième attaque majeure perpétrée contre des chiites dans la ville de Quetta au Baloutchistan. Avant cela, le 8 juin 2003, douze policiers hazaras avait déjà été tués par le Lashkar-e-Jhangvi dans la même ville.

## Déroulement
Le 4 juillet 2003, dans la ville de Quetta, lors des prières de centaines de chiites réunis dans le sanctuaire Asna Ashri Hazara Imambargah Kalan, cinq hommes équipés d'armes automatiques pénètrent dans le sanctuaire et tirent sur les fidèles pendant plus de dix minutes, puis un homme déclenche sa charge explosive afin de maximiser les dégâts humains.
Ensuite, les chiites survivants réussissent à désarmer l'un des assaillants et l'exécutent extra-judiciairement. Les autres assaillants parviennent à s'échapper par un toit à la fin de l'attaque.

### Auteurs
Un enregistrement vidéo est plus tard publié, où deux des assaillants déclarent que le groupe armé terroriste Lashkar-e-Jhangvi est le responsable de l'attaque.